# Perlodinella unimacula
Perlodinella unimacula is een steenvlieg uit de familie Perlodidae. De wetenschappelijke naam van de soort is voor het eerst geldig gepubliceerd in 1912 door Klapálek.